# Francisco Mujika Garmendia
Francisco Mujika Garmendia, detto Pakito (Ordizia, 19 novembre 1953), è un terrorista spagnolo di origine basca, membro dell'Euskadi Ta Askatasuna (ETA), di cui è stato capo militare fra il 1987 e il 1992.
È stato al comando dell'ETA durante il suo periodo più sanguinoso; sotto la sua direzione, il 19 giugno 1987 è stata fatta esplodere un'autobomba nel sotterraneo di un grande magazzino del centro commerciale Hipercor, a Barcellona, provocando 21 morti e 45 feriti.. Meno di 6 mesi dopo, a Saragozza, un'autobomba davanti ad un palazzo della Guardia Civil uccise 11 persone, ferendone altre 40.Il 29 maggio 1991 dieci persone rimangono uccise in un attentato contro la Guardia Civil di Vic, nei dintorni di Barcellona.
Nel marzo del 1992 lui e altri membri della dirigenza dell'ETA sono stati arrestati dalla Guardia Civil nella città francese di Bidart. Il Tribunale nazionale lo ha condannato nel 2003 a 2.354 anni di carcere per l'attacco alla caserma di Saragozza nel 1987.